# Varodia, Mehedinți
Varodia este un sat în comuna Dumbrava din județul Mehedinți, Oltenia, România.